# Neuropeltopsis
Neuropeltopsis je monotipski rod slakovki smješten u tribus Cresseae, dio potporodice  Convolvuloideae. Jedina vrsta je lijana N. alba, endem otoka Bornea. 
Rod je opisan u Blumea 12: 365. 1964.